# 나의 사촌 레이첼
《나의 사촌 레이첼》(My Cousin Rachel)은 1951년에 출간된 영국 작가 대프니 듀모리에의 고딕 소설이다. 그의 이전작이자 더 유명한 소설 《레베카》와 주제적 유사성을 보이는 이 작품은 콘월의 대저택을 주 무대로 하는 미스터리 로맨스다.
콘월의 앤터니 하우스에 있는 레이철 캐류의 초상화에서 영감을 받아 시작되었다.

## 줄거리
앰브로스 애슐리는 콘월 해안가의 큰 시골 저택 주인이며, 고아가 된 사촌 필립이 생후 18개월 때부터 그의 후견인이 되었다. 일요일이면 필립의 대부 닉 켄달과 그의 딸 루이스, 그리고 패스코 목사와 그의 가족이 함께 점심을 먹으러 온다. 앰브로스가 건강상의 이유로 겨울을 따뜻한 기후에서 보내야 한다는 점을 제외하면 삶은 순탄했다. 습한 날씨가 다가오자 그는 세 번째 겨울을 보내기 위해 이탈리아로 떠난다.
20대가 된 필립은 이탈리아에서 겨울을 보내는 앰브로스를 그리워하지만 정기적으로 그의 편지를 받는다. 앰브로스는 피렌체에서 그들의 사촌인 레이첼—상갈레티 백작부인이라는 미망인—을 만났다고 편지를 보낸다. 봄이 되자 앰브로스는 자신이 레이첼과 결혼했으며 당장은 콘월로 돌아올 계획이 없다고 전한다. 점차 앰브로스의 편지 어조가 달라진다. 그는 태양과 상갈레티 저택의 답답한 분위기, 그리고 끔찍한 두통에 대해 불평한다. 7월에 필립에게 도착한 편지에서 앰브로스는 레이첼의 친구인 레이날디라는 사람이 다른 의사를 추천했다고 말한다. 앰브로스는 누구도 믿을 수 없으며 레이첼이 자신을 끊임없이 감시한다고 주장한다.
필립은 편지 내용을 대부 닉과 상의한다. 닉은 앰브로스가 사망할 경우 필립이 25세가 될 때까지 그의 후견인이 될 것이다. 닉은 앰브로스가 뇌종양을 앓고 있을 수 있다고 제안한다. 필립은 이탈리아로 가서 상갈레티 저택에 도착하지만, 거기서 앰브로스가 죽었고 레이첼은 저택을 떠났다는 사실을 알게 된다. 필립이 콘월로 돌아오자 닉은 레이날디로부터 연락을 받았다고 말한다. 거기에는 두 가지 정보가 있었다. 사망진단서는 앰브로스의 사인이 뇌종양이었음을 확인해주었고, 앰브로스가 레이첼을 위해 유언장을 바꾸지 않았기 때문에 필립이 여전히 저택의 상속인이라는 것이었다.
2주 후, 닉은 레이첼이 플리머스 항구에 배로 도착했다는 소식을 받는다. 필립은 그에게 함께 지내자고 초대하고, 둘 사이에는 조화로운 관계가 형성된다. 어느 날, 이스트 로지의 소작인이 필립에게 앰브로스가 사망 3개월 전에 쓴 편지를 전해준다. 거기서 앰브로스는 자신의 병에 대해 이야기하고, 레이첼의 무모한 금전 사용과 자신이 아닌 레이날디에게 의지하는 습관에 대해 말한다. 마지막으로, 그는 그들이 자신을 독살하려 하는 것은 아닌지 의심하며, 필립에게 와서 봐달라고 요청한다. 후에 레이첼은 필립에게 앰브로스가 쓴 서명 없는 유언장을 보여주는데, 거기에는 그의 재산을 레이첼에게 남긴다는 내용이 있다. 필립은 다시 레이첼을 신뢰하기 시작한다.
필립의 스물다섯 번째 생일 전날, 그는 앰브로스의 재산을 레이첼에게 양도할 준비를 한다. 또한 그는 가문의 보석을 그에게 주고, 둘은 사랑을 나눈다. 다음 날, 필립은 자신과 레이첼이 결혼한다고 발표하지만, 레이첼은 친구들 앞에서 이를 부인한다. 얼마 지나지 않아 필립은 몇 주 동안 병에 걸리고, 레이첼이 그를 간호한다. 필립은 그의 방을 수색하여 이탈리아 저택에서 보았던 독성이 있는 라버넘 나무의 씨앗이 든 봉투를 발견한다. 필립이 밖으로 나갈 만큼 건강이 회복되었을 때, 그는 테라스 정원이 완성되었고 침상정원 작업이 시작되었음을 발견한다. 작업반장은 필립에게 정원 위의 다리가 임시 구조물이어서 무게를 견딜 수 없다고 말한다.
필립은 레이첼이 자신을 독살하려 했다고 의심하고, 루이스의 도움을 받아 그의 방을 수색한다. 그들은 레이첼을 의심할 만한 것을 찾지 못하고 자신들이 그를 오해하고 있는 것은 아닌지 의문을 품는다. 한편 레이첼은 테라스 정원으로 걸어가 침상정원 위의 다리를 건넌다. 필립은 목재와 돌 사이에서 그의 부서진 시신을 발견한다. 필립이 그를 팔에 안자, 그는 필립을 바라보며 죽기 전 그를 앰브로스라고 부른다.
책의 제목은 필립이 레이첼에 대한 사랑을 깨닫기 전까지 그를 계속해서 "나의 사촌 레이첼"이라고 부르는 것을 반영한다.

## 각색

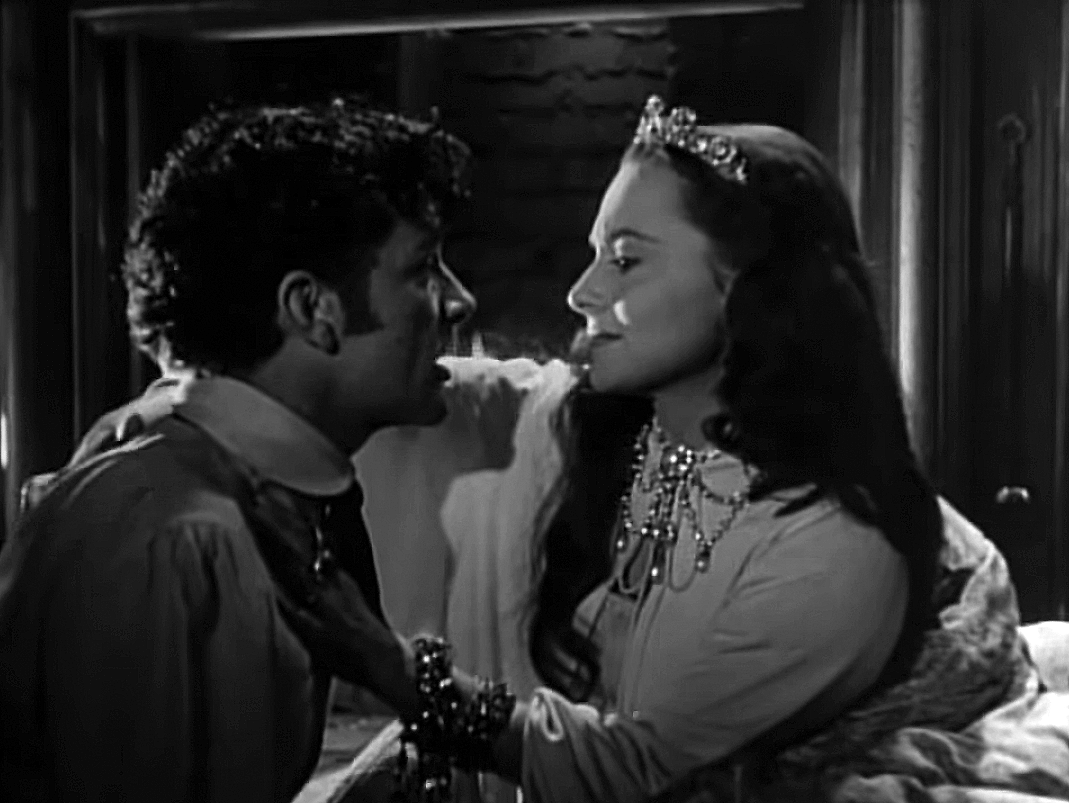
리처드 버튼과 올리비아 드 해빌랜드가 출연한 첫 영화 각색 《나의 사촌 레이첼》

첫 번째 영화 각색은 리처드 버턴과 올리비아 드 하빌랜드가 주연을 맡은 헨리 코스터 감독의 《나의 사촌 레이첼》로 1952년에 개봉되었다. 뒤 모리에와 원래 감독이었던 조지 큐커는 시나리오 초안을 검토했고 원작에 충실하지 않다고 판단했으며, 뒤 모리에는 이를 "완전히 절망적이다"라고 선언했다. 그럼에도 불구하고 평론가 보즐리 크라우더와 레너드 말틴은 이 작품이 가치 있는 각색이라고 평가했다.
크리스토퍼 가드와 제럴딘 채플린이 주연을 맡은 4부작 텔레비전 각색이 1983년에 방영되었다. 니나 아우어바흐 교수는 이 작품이 레이첼에 대한 더 복잡한 묘사를 포함해 "표면적으로는" 더 원작에 충실하다고 평가했다.
1953년 럭스 라디오 방송국은 올리비아 드 해빌랜드와 론 란델이 레이첼과 필립 역을 맡은 《나의 사촌 레이첼》을 선보였다.
BBC 라디오 4의 《나의 사촌 레이첼》 라디오 각색은 프란체스카 애니스와 아담 고들리가 주연을 맡아 1993년 12월 4일 오후 7시 50분에 방송되었다. 브라이어니 라버리가 극본을 맡았고 클레어 그로브가 연출을 맡았다. 이 작품은 2023년 10월 7일 라디오 4의 자매 채널인 라디오 4 엑스트라에서 다시 방송되었다.
BBC 라디오 4의 또 다른 《나의 사촌 레이첼》 라디오 각색은 데이미언 루이스와 리아 윌리엄스가 주연을 맡아 2011년 4월에 처음 방송되었다. 이 작품은 2013년 5월 라디오 4의 자매 채널인 라디오 4 엑스트라에서 다시 방송되었다.
2012년 4월 17일, 조셉 오코너가 각색한 《나의 사촌 레이첼》이 더블린의 게이트 극장에서 초연되었으며, 해너 옐런드가 레이첼 역을 맡았다.
로저 미첼 감독의 《나의 사촌 레이첼》은 레이첼 바이스, 샘 클라플린, 이언 글렌이 주연을 맡아 2017년 6월에 개봉되었다.